# جورج برايتون
جورج برايتون (بالإنجليزية: George Brayton)‏ هو مهندس ومخترِع أمريكي، ولد في 3 أكتوبر 1830 في رود آيلاند في الولايات المتحدة، وتوفي في 17 ديسمبر 1892.

## وصلات خارجية
- جورج برايتون على موقع إن إن دي بي (الإنجليزية)